# Mötley Crüe (음반)
| 전문가 평가                      | 전문가 평가 |
| 평가 점수                        | 평가 점수   |
| 출처                             | 점수        |
| -------------------------------- | ----------- |
| AllMusic                         | [ 3 ]       |
| Chicago Tribune                  | [ 4 ]       |
| Collector's Guide to Heavy Metal | 8/10        |
| Entertainment Weekly             | B           |
| Los Angeles Times                | [ 7 ]       |
| Metal Forces                     | 7/10        |
| Rolling Stone                    | [ 9 ]       |
| The Rolling Stone Album Guide    | [ 10 ]      |

《Mötley Crüe》는 미국의 헤비 메탈 밴드 머틀리 크루의 여섯 번째 스튜디오 음반이다. 1994년 3월 15일에 발매되었다. 가수 존 코라비와 함께 발매된 이 밴드의 유일한 음반이었고, 1989년 음반 《Dr. Feelgood》 이후 이 밴드가 발매한 첫 번째 신소재 음반이었다.
《Til Death Do Us Part》라는 작업 타이틀로 녹음된, 이 음반은 엘렉트라 레코드와 2,500만 달러의 계약을 체결한 후 밴드가 처음으로 발표한 음반이다.

## 배경
《Dr. Feelgood》과 《Decade of Decadence 81–91》 음반과 투어의 성공 이후, 머틀리 크루의 멤버들은 지쳤고 길에서 멈추지 않는 압박으로부터 휴식을 취할 필요가 있었다. 당시 베이시스트 니키 식스, 드러머 토미 리, 기타리스트 믹 마스, 가수 빈스 닐로 구성된 이 밴드는 2주간의 휴가 일정으로 1989년 음반 《Dr. Feelgood》의 후속 음반 작업을 시작하기 위해 스튜디오로 돌아왔다. 1992년 초 스튜디오에서 새로운 자료를 작업하던 중, 식스, 리, 마스가 닐과 사이가 틀어지면서 가수가 그만두거나 밴드에서 해고되는 사태가 발생했고, 사실상 머틀리 크루는 프론트맨 없이 떠나게 되었다.
한편, 존 코라비는 《스핀》 잡지의 한 호에 식스가 등장하는 인터뷰를 읽을 때 로스앤젤레스에 기반을 둔 하드 록 밴드 스크림의 보컬리스트이었다. 그 인터뷰에서, 코라비는 식스가 스크림의 첫 번째 음반인 《Let It Scream》의 열렬한 팬이라는 것을 알게 되었다. 코라비는 아마도 다음 스크림 음반의 자료에 대해 식스와 협력한 것에 대한 문을 열어준 것뿐만 아니라, 식스와 연락하고 그 칭찬에 감사하기를 원했기 때문에, 그는 그의 매니저가 머틀리 크루의 매니저인 더그 탈러에게 그 번호를 얻도록 했다. 탈러의 비서와 이야기한 후, 코라비는 식스가 그에게 연락할 수 있도록 그의 전화번호를 남겨달라고 들었다. 그것에 대해 별로 생각하지 않은 코라비는 그의 번호를 남겼고 스크림과 그의 책임을 계속했다.
식스와 리로부터 전화를 받은 후, 그들은 코라비에게 닐이 더 이상 밴드에 있지 않다고 알렸고, 그는 오디션에 초대되었다. 몇 번의 세션 후에, 그 밴드는 코라비에게 그가 닐의 대체자로 선택되었다고 말했지만, 만약 그 레이블이 닐이 없다는 것을 알았다면 엘렉트라 레코드가 아마도 그 밴드의 새로운 계약을 어겼을 수도 있기 때문에 그들이 보류 중인 몇 가지 법적인 기술적인 문제들을 해결할 수 있을 때까지 그것에 대해 조용히 있으라고 말했다.

## 커버 아트
검은색 바탕에 밴드 이름을 새긴 두 가지 버전의 커버가 있다. 한 버전은 밴드 이름을 빨간색으로, 다른 버전은 노란색으로 표시했다. 두 버전은 동시에 발매됐다. CD 트레이 안에는 오른쪽 공간이 열린 검은색 원에서 손가락에 "CRUE"라는 글자와 함께 주먹이 보이는 흰색 원이 그려져 있다. CD는 같은 것을 보여주지만 다른 방식으로 그려졌다. 일부 버전에는 속지와 같은 방식으로 원과 주먹이 그려진 CD가 있다. 책자 뒷면에는 버전에 따라 빨간색이나 노란색으로 표시된 단어의 일부가 표시된다. 노란색은 절판되었기 때문에 빨간색 버전이 더 일반적이다.

## 곡 목록
모든 곡들은 특별한 언급이 없는 한 존 코라비, 니키 식스, 믹 마스 그리고 토미 리에 의해 작사/작곡하였다.
| #   | 제목                     | 작사·작곡                     | 재생 시간 |
| --- | ------------------------ | ----------------------------- | --------- |
| 1.  | 〈Power to the Music〉   |                               | 5:12      |
| 2.  | 〈Uncle Jack〉           |                               | 5:28      |
| 3.  | 〈Hooligan's Holiday〉   |                               | 5:51      |
| 4.  | 〈Misunderstood〉        |                               | 6:53      |
| 5.  | 〈Loveshine〉            |                               | 2:36      |
| 6.  | 〈Poison Apples〉        | 코라비, 식스, 마스, 리, 밥 록 | 3:40      |
| 7.  | 〈Hammered〉             |                               | 5:15      |
| 8.  | 〈Til Death Do Us Part〉 |                               | 6:03      |
| 9.  | 〈Welcome to the Numb〉  |                               | 5:18      |
| 10. | 〈Smoke the Sky〉        |                               | 3:36      |
| 11. | 〈Droppin' Like Flies〉  |                               | 6:26      |
| 12. | 〈Driftaway〉            |                               | 4:00      |

## 인증
| 국가                       | 인증 | 판매량/출하량 |
| -------------------------- | ---- | ------------- |
| 일본 (RIAJ)                | 골드 | 100,000^      |
| 미국 (RIAA)                | 골드 | 500,000^      |
| ^출하량을 기반으로 한 인증 |      |               |